# Regional flygplats
En regional flygplats är en flygplats som betjänar trafiken inom ett relativt litet eller glest befolkat geografiskt område. En regional flygplats har vanligtvis inte någon fast tullstation eller immigrationsenhet stationerade vid flygplatsen. Flygplan som trafikerar dessa flygplatser är ofta av typen turbopropflygplan eller mindre jetflygplan. Dessa flygningar går vanligtvis en kortare sträcka till ett större regionalt nav. De kortare banor som dessa flygplatser begränsar kraftigt möjligheten till större plan och längre flygningar. I Sverige går nästan alla inrikeslinjer till/från Stockholm (Bromma eller Arlanda) och beteckningen har här med flygplatsens och planens storlek att göra, inte avståndet. I till exempel USA och norra Norge finns många regionala flygplatser som har kortare flygningar till en mellanstor stad men inte till landets största städer.
De regionala flygplatserna har stor betydelse inte minst där marktransporter är dåligt utbyggda, t.ex. i Norrlands inland.
I Sverige är de regionala flygplatserna organiserade i Sveriges Regional Flygplatser med kontor i Stockholm. Den största flygplatsen är Helsingborg Ängelholm med trafik till både Bromma och Arlanda. Vissa flygplatser har bara utrikestrafik, som Saab-Linköping med trafik till Amsterdam med KLM.